# 6744 Komoda
A 6744 Komoda (ideiglenes jelöléssel 1994 JL) a Naprendszer kisbolygóövében található aszteroida. Kin Endate és Vatanabe Kazuró fedezte fel 1994. május 6-án.